# Edwin Blashfield

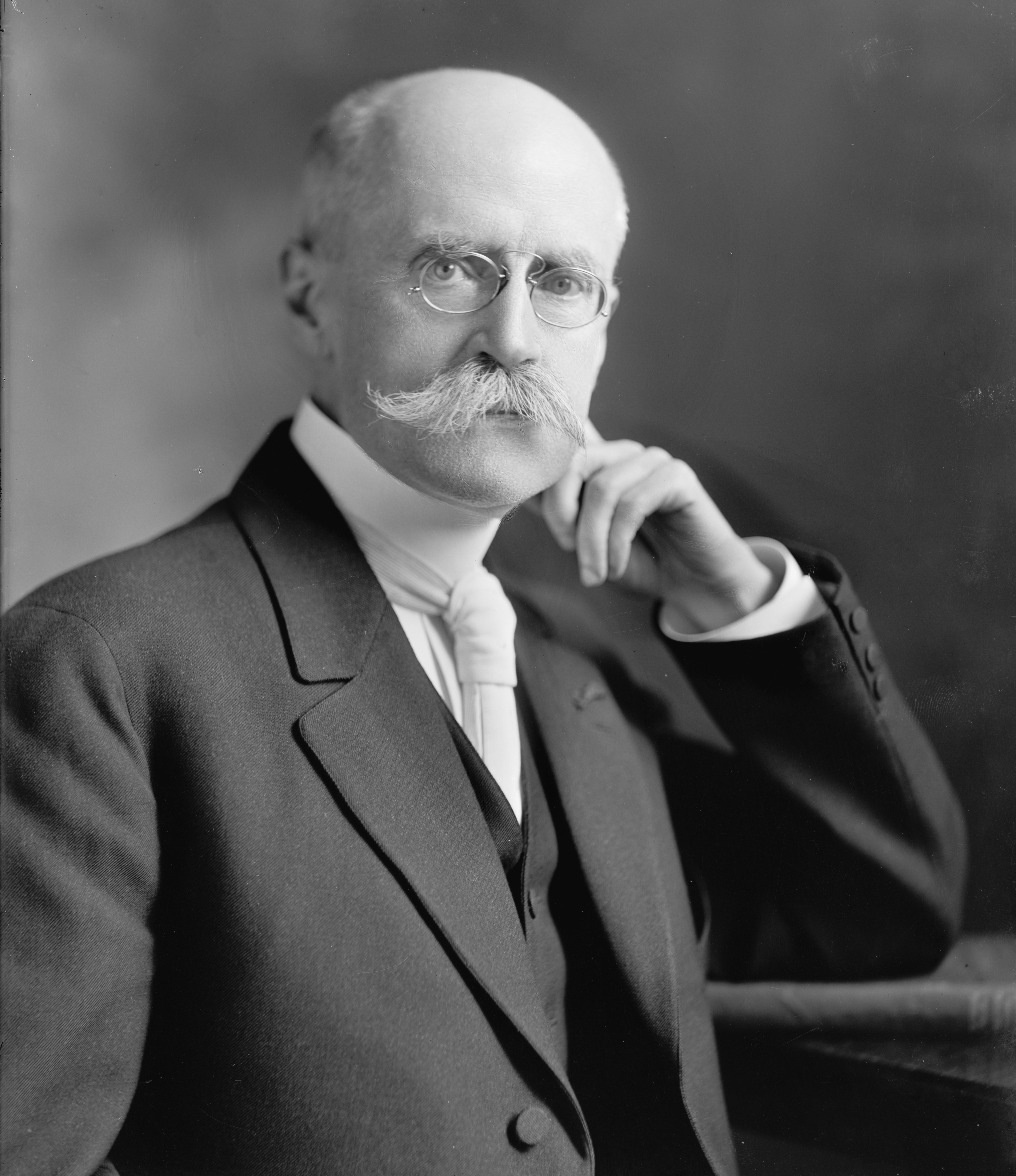
Edwin Blashfield (1848–1936)

Edwin Howland Blashfield (* 5. Dezember 1848 in Brooklyn, New York; † 12. Oktober 1936 in Cape Cod, Massachusetts) war ein amerikanischer Maler und Wandmaler, der vor allem für die Wandmalereien an der Kuppel des Hauptlesesaals der Library of Congress in Washington, D.C. bekannt ist.

## Leben

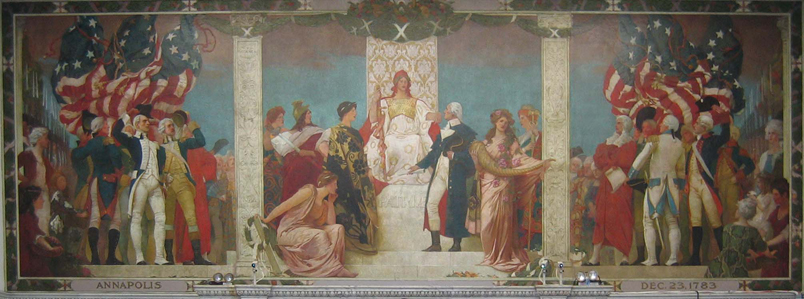
Edwin Blashfield: Washington Surrendering His Commission, 1903. Das allegorische Gemälde zeigt General George Washington, der am 23. Dezember 1783 in Annapolis, Maryland, als Oberbefehlshaber der Kontinentalarmee zurücktritt. In der Mitte des Gemäldes sitzt Washington zu Füßen von Columbia, die mit Schwert und Kürass auf ihrem Thron sitzt und eine Freiheitsmütze trägt. Washington gegenüber steht eine weibliche Figur, die Maryland repräsentiert. Hinter ihr stehen die Göttin des Krieges, die ihr Schwert in die Scheide steckt, und die Göttin des Widerstandes gegen Unterdrückung, die ihren Stab zerbricht, während der Wohlstand ein Füllhorn und der Handel den Caduceus hält. Neben dem Thron sitzt die Gestalt der Geschichte (Maryland State Archives)

Edwin Blashfield wurde in Brooklyn geboren und begann zunächst ein Ingenieurstudium am Massachusetts Institute of Technology. Seine künstlerische Ausbildung erhielt er ab 1867 in Paris bei Léon Bonnat. Während seines Aufenthalts in Europa bis 1881 reiste er durch Italien, um Fresken zu studieren, und stellte im Pariser Salon aus. Nach seiner Rückkehr in die Vereinigten Staaten 1881 ließ er sich in New York nieder und arbeitete als Maler und Illustrator. Ab 1892 widmete er sich verstärkt der monumentalen Wandmalerei, beginnend mit einem Auftrag für die Weltausstellung in Chicago 1893. Edwin Blashfield war in verschiedenen Kunstorganisationen aktiv: Er war Präsident der National Society of Mural Painters (1909–1914) und der National Academy of Design (1920–1926). Außerdem war er Mitglied der American Academy of Arts and Letters und des National Institute of Arts and Letters. Von 1912 bis 1916 war er Mitglied der U.S. Commission of Fine Arts. Er war zweimal verheiratet: 1881 mit Evangeline Wilbour, mit der er das Buch „Italian Cities“ (1900) verfasste und Vasaris Le Vite de più eccellenti architetti, pittori, et scultori italiani, da Cimabue insino a' tempi nostri ins Englische übersetzte. Nach dem Tod von Evangeline Wilbour 1918 heiratete er 1928 Grace Hall.

## Werk
Edwin Blashfield war ein Vertreter des akademischen Klassizismus und bekannt für seine allegorischen Wandmalereien. Seine Werke zeichnen sich durch klassische Kompositionen und symbolische Darstellungen aus. Zu seinen wichtigsten Werken zählen:
- Die Kuppelmalerei im Lesesaal der Library of Congress in Washington, D.C.
- Fresken in den Capitols der Bundesstaaten Iowa, Minnesota und Wisconsin
- Das Gemälde „Spring Scattering Stars“ (1927), eine allegorische Darstellung des Frühlings